# Yéyé
Yéyé ist ein Genre der französisch-, portugiesisch- und spanischsprachigen Popmusik der 1960er Jahre. Der Begriff leitet sich vom englischen Ausruf Yeah ab, der in der englischen Beatmusik, etwa in dem Beatles-Song She Loves You (in dem Textvers „she loves you yeah yeah yeah“), ein beliebtes Füllwort war. 

## Frankreich
Dem yéyé werden im weiteren Sinne Popsänger verschiedener Stile zugeordnet, darunter Rocker wie Johnny Hallyday, aber auch Richard Anthony, Frank Alamo, Ria Bartok, Nino Ferrer, Jacques Dutronc und Alain Kan.
Im engeren Sinne werden als yéyés Interpretinnen bezeichnet, die sich am Sound amerikanischer Girlgroups orientierten. Zu den Stars des Yéyé zählten insbesondere Françoise Hardy, France Gall, Sheila, Les Surfs, Chantal Kelly und Sylvie Vartan. Als bekanntester Yéyé-Komponist der Zeit galt Serge Gainsbourg, der unter anderem France Galls Poupée de cire, poupée de son schrieb; mit diesem Lied gewann Gall den Grand Prix Eurovision de la Chanson (Eurovision Song Contest) 1965. In den späten 1960er Jahren erreichten auch die Schauspielerinnen Brigitte Bardot und Jane Birkin mit Kompositionen Gainsbourgs die Hitparaden.

## Portugal
Auch in Portugal entwickelte sich der Begriff als Bezeichnung für angelsächsisch geprägte Unterhaltungsmusik der Teenager der 1960er Jahre.
In Portugal wird der Begriff YéYé heute auch synonym zu Rock ’n’ Roll im weiteren Sinn und dem Aufkommen dieser jugendlichen Unterhaltungsmusik im Land ab 1955 verwendet.
Auch in Portugal stieß die Musik anfangs auf Skepsis im etablierten Musikbetrieb, jedoch nur gemäßigt. So veröffentlichte etwa die populäre Fadosängerin und Schauspielerin Hermínia Silva in Portugal eine EP, in der sie die Musikrichtung ironisierte. Bands wie Quinteto Académico, Os Sheiks oder Conjunto Académico João Paulo etablierten die Stilrichtung schließlich in Portugal, nachdem anfangs überwiegend einzelne Yé-Yé-Stücke bereits bekannter Sänger erschienen waren, etwa António Calvário. Als erste Schallplatte des YéYé in Portugal gilt heute die 1960 erschienene EP Os Caloiros da Canção (dt. etwa: Die Neulinge des Liedes) von Daniel Bacelar und seiner Band Os Conchas.

## Brasilien
In Brasilien war Yé-Yé, in portugiesischer Schreibung iê-iê-iê, die Bewegung der Jovem Guarda, aus der Roberto Carlos als bekanntester Sänger hervorging. Technisch ist iê-iê-iê primär definiert durch den Austausch traditioneller Instrumente wie Geige und Piano durch Elektrogitarre und Elektrobass. Junge Musiker des Landes entwickelten dabei die angelsächsische Teenager-Musik unter brasilianischen Gesichtspunkten weiter und etablierten dabei den Gebrauch etwa der elektrisch verstärkten Gitarre auch in der breiten Öffentlichkeit. Die folgende Tropicalismo-Bewegung baute darauf auf.